# Erdős Katalin
Erdős Katalin (Budapest, 1979. augusztus 21. –) válogatott labdarúgó, középpályás.

## Pályafutása
Sportpályafutása 1989-ben 10 éves korában indult, amikor édesapja id. Erdős József, (egykori kiváló labdarúgó játékvezető) családjával együtt kilátogatott fia ifj. Erdős József hétvégi bajnoki mérkőzésére. Mivel elég mozgékony és sportszerető kislány volt, hamar kiderült, hogy jó gömbérzékkel rendelkezik. Édesapjával a mérkőzés szünetében passzolgatni és dekázgatni kezdett, mire az edző kérte, hogy vigyék el egy női csapatba. Így került a Renova Spartacushoz. 
A Renova Spartacus női csapata akkoriban az egyik legjobb csapatnak számított a magyar női bajnokságban. A junior csapat edzője akkoriban Bencsik János volt, aki hatalmas energiát fektetett az utánpótlás nevelésbe, ő vette szárnyai alá, az újonnan érkezett focizni vágyó lányokat, így került oda ő is. Tevékenységét nem kis sikerrel végezte, hiszen több fiatal tehetség, igen korán felkerült és felnőtt keret tag lett. A felnőtt csapat edzője Bencsik László volt, aki szintén hatalmas szakmai tudással terelgette a csapatot a bajnoki cím felé.

### A válogatottban
15 évesen megtapasztalhatta a felnőtt csapat légkörét, ugyanis felkerült a Renova SE felnőtt csapatába, ahol akkoriban olyan emberektől tanulhatott, mint Bárfy Ágnes, Papp Anna, Fülöp Bea, Szegediné Lojd Zsuzsa. A női utánpótlás válogatottban is szerepet kapott, ahol kiérdemelte a csapatkapitányi karszalagot. 17 évesen behívót kapott a válogatott csapatba, ahol három alkalommal szerepelt.
1995-ben három mérkőzésen szerepelt a válogatottban egy várnai nemzetközi tornán.

## Sikerei, díjai
- Magyar bajnokság
  - 2. helyezett: 1993–94, 1995-96

Külföldi szereplések:
- 1992-ben Olaszországi tornán gólkirálynői cím
- Dánia - Koppenhágai női tornán 3. helyezett
- 1998-ban Norvégiában utánpótlás válogatottal, mint csapatkapitány a torna legjobb játékosa

## Statisztika

### Mérkőzései a válogatottban
| Magyarország | Magyarország     | Magyarország | Magyarország | Magyarország | Magyarország  | Magyarország     | Magyarország | Magyarország |
| #            | Dátum            | Helyszín     | Hazai        | Eredmény     | Vendég        | Kiírás           | Gólok        | Esemény      |
| ------------ | ---------------- | ------------ | ------------ | ------------ | ------------- | ---------------- | ------------ | ------------ |
| 1.           | 1995. április 5. | Várna (BUL)  | Románia      | 5 – 1        | Magyarország  | nemzetközi torna | -            | 65'          |
| 2.           | 1995. április 7. | Várna (BUL)  | Oroszország  | 3 – 0        | Magyarország  | nemzetközi torna | -            |              |
| 3.           | 1995. április 9. | Várna (BUL)  | Magyarország | 1 – 1        | Lengyelország | nemzetközi torna | -            | 60'          |
|              | Összesen         |              |              | 3            | mérkőzés      |                  | 0            | gól          |